# Districtul Bordj Ghedir
Bordj Ghedir este un district din provincia Bordj Bou Arreridj, Algeria.